# Walter Gebhard

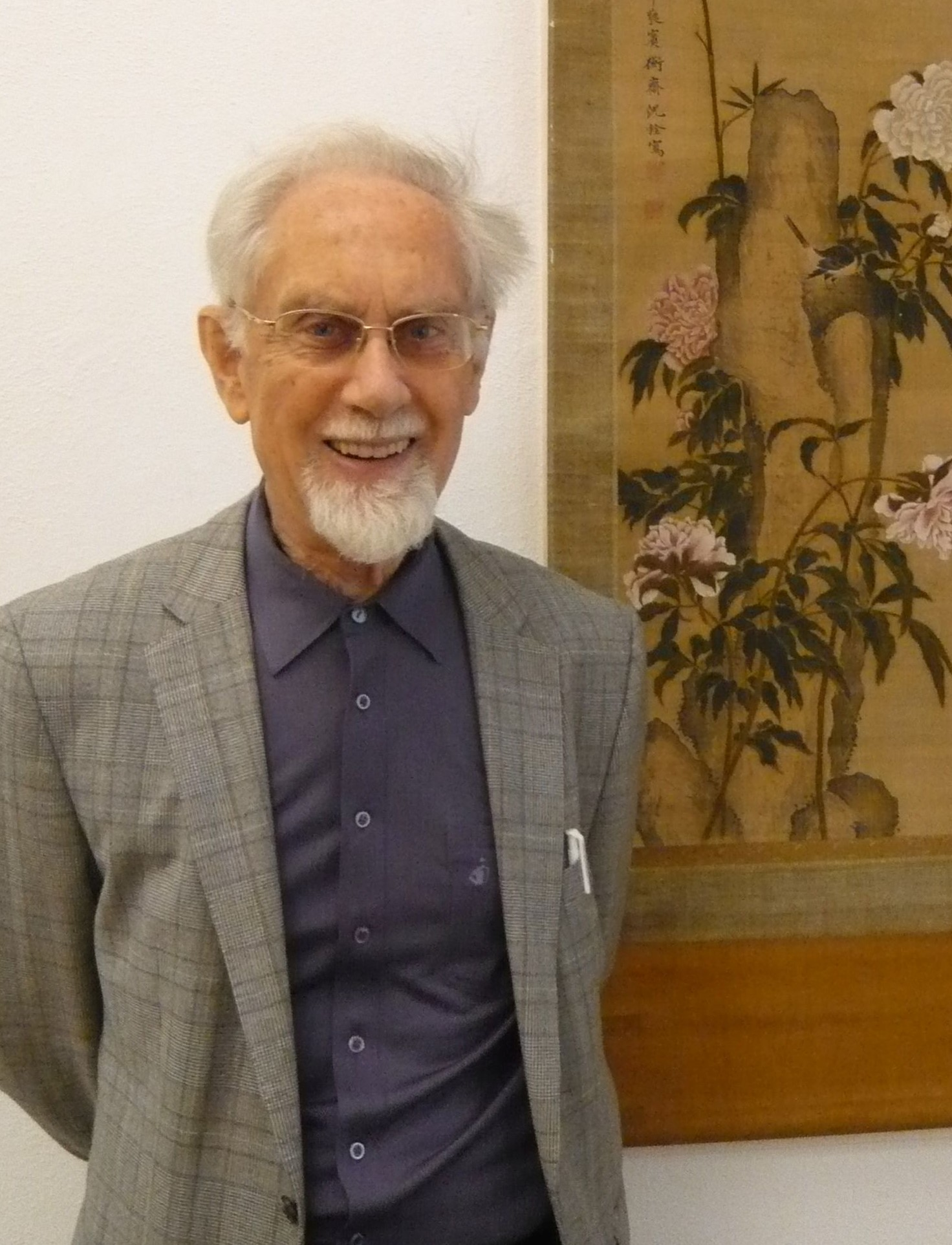
Walter Gebhard, Privataufnahme von Karin v. Moser anlässlich der Ausstellung „Pinseltanz und Vogelbild“ im Kunstmuseum Bayreuth, 2014.

Walter Gebhard (* 27. Mai 1936 in Altomünster; † 24. Dezember 2019) war ein deutscher Literaturwissenschaftler (Germanist).

## Leben
Walter Gebhard besuchte das Benediktiner Humanistische Gymnasium St. Stephan in Augsburg; Abitur 1954. Anschließend studierte er an der Akademie der Bildenden Künste in München sowie in der Meisterklasse Violine am Leopold-Mozart-Konservatorium in Augsburg. Ab 1956 studierte er an der Ludwig-Maximilians-Universität München. Abschlüsse erwarb er 1959 in Philosophie, das Wissenschaftliche Staatsexamen in Germanistik und Erdkunde bestand er 1963. 1965 legte er das Wissenschaftliche Staatsexamen in Geschichte ab und erwarb zugleich seine Promotion in Neuerer deutscher Literaturwissenschaft und Geschichte bei Walter Müller-Seidel.
Von 1975 bis 1977 erhielt er ein Habilitationsstipendium der DFG. Nach der Habilitation an der Universität München 1979 war er von 1980 bis 2000 Lehrstuhlinhaber für Neuere deutsche Literaturwissenschaft und Didaktik der deutschen Sprache und Literatur in Bayreuth.
Seine Forschungsschwerpunkte waren Nietzsche; Fabel; Kafka; Naturlyrik des 20. Jhs. und Naturwissenschaft und Dichtung; Philosophie des 19. Jhs.
In den Jahren 1980, 1982 und 1985 veranstaltete er u. a. internationale Nietzsche-Kolloquien an der Universität Bayreuth. Ab 1985 bereitete er den Sonderforschungsbereich „Weltbildwandel. Selbstdeutung und Fremderfahrung“ vor und hatte später die Leitung des Teilprojekts „Avantgarde“ inne. Im Jahr 1986 gründete er zusammen mit Klaus H. Kiefer die Carl-Einstein-Gesellschaft und gab fortan die gesammelten Schriften Friedrich Nietzsches im Alfred Kröner Verlag heraus.
Zudem beschäftigte sich der Germanist mit den Asienbildern in der deutschsprachigen Literatur bzw. dem west-östlichen Kulturaustausch seit dem 19. Jahrhundert, ein Thema, zu dem er auch im Rahmen eines DFG-Projektes zum China-Bild in der deutschen Literatur unter Beteiligung u. a. von Kollegen wie Naoji Kimura und Yushu Zhang (1934–2019), Wissenschaftler von internationalem Renommee, die die damalige akademisch-kulturelle Begegnung zwischen den Ländern auf literaturwissenschaftlicher Basis prägten. Konferenzen wurden im September 1997, März 2000 und August / September 2003 organisiert. Beteiligt waren ebenfalls chinesische (Liu Weijian, Fan Jieping) und japanische Germanisten (Aizawa Keiichi, Nawata Yûji) sowie der Sinologe Wolfgang Kubin und die Japanologin Lisette Gebhardt. Die Konferenzbeiträge wurden in drei Bänden (2000, 2003, 2007) herausgegeben. In der Erläuterung zum ersten Band heißt es etwa:
„Die Vorträge leisten einen Beitrag zur Erforschung konkreter interkultureller Rezeptions- und Austauschprozesse, indem sie verschiedene Begegnungen zwischen Ost und West um 1900 skizzieren und der Frage nachgehen, welche Rolle Selbstdeutung und Fremderfahrung in dem zu beobachtenden Weltbildwandel spielen.“
Eine persönliche Leidenschaft Gebhards war seit den 1960er Jahren die japanische und chinesische Tuschemalerei. Viele Stücke erwarb er auf Vortragsreisen. Einen Schwerpunkt der Sammlung bildet die Malerei und Kalligraphie des Zen-Buddhismus; die Werke finden sich im 400-seitigen Katalog Pinseltanz und Vogelbild: Ostasiatische Tuschmalerei und Kalligraphie aus der Sammlung Walter Gebhard, der aus einer Ausstellung im Kunstmuseum Bayreuth (7.11.2014 – 1.3.2015) hervorging und im November 2015 erschien, dokumentiert. Die Kunstsammlung Gebhards ist 2021 an das Museum für Kunst und Gewerbe Hamburg übergeben worden, wo sie vom 26.11.2023 bis 20.05.2024 ausgestellt wird.

## Schriften/Monographien (Auswahl)
- Gebhard, Walter: Nietzsches Totalismus. Philosophie der Natur zwischen Verklärung und Verhängnis. De Gruyter 1983.
- Gebhard, Walter (Hg.): Friedrich Nietzsche: Strukturen der Negativität. Bayreuther Nietzsche-Kolloquium 1982. 1984.
- Gebhard, Walter: „Der Zusammenhang der Dinge“. Weltgleichnis und Naturverklärung im Totalitätsbewußtsein des 19. Jhs. De Gruyter 1984.
- Gebhard, Walter (Hg.): Ostasienrezeption zwischen Klischee und Innovation. Zur Begegnung zwischen Ost und West um 1900. München: Iudicium 2000.
- Gebhard, Walter (Hg.): Sozialgeschichtliche Aspekte des Gartens. Frankfurt am Main: Peter Lang 2002.
- Gebhard, Walter (Hg.): Ostasienrezeption im Schatten der Weltkriege: Universalismus und Nationalismus. München: Iudicium 2003.
- Gebhard, Walter (Hg.): Ostasienrezeption in der Nachkriegszeit: Kultur-Revolution – Vergangenheitsbewältigung – Neuer Aufbruch. München: Iudicium 2007.